# Claudio Thauby
Claudio Francisco Thauby Pacheco fue un estudiante de Sociología de la Universidad de Chile, militante del Partido Socialista de Chile, detenido por agentes de la DINA el 31 de diciembre de 1974. Tenía 24 años a la fecha de la detención, es uno de los detenidos desaparecidos de la dictadura militar en Chile.  

## Estudiante de Sociología detenido por la DINA el día de Año Nuevo
Claudio Thauby, estudiante de Sociología de la Universidad de Chile, militante del Partido Socialista, fue detenido el 31 de diciembre de 1974, en la calle Sucre de la ciudad de Santiago por agentes de la Dirección de Inteligencia Nacional (DINA).  Cuando caminaba junto con su amigo y compañero de partido, Jaime Robotham, también detenido en esa oportunidad y actualmente desaparecido. Entre los agentes de la DINA que participaron del operativo estaba Fernando Laureani Maturana, conocido como "El Teniente Pablo". Claudio Thauby y Jaime Robotham fueron llevados al recinto clandestino de Villa Grimaldi. Fernando Laureani, vio a Claudio Thauby, con quien había sido compañero en la Escuela Militar, cuando ambos eran cadetes, cuando caminaba por calle Sucre junto a Jaime Robotham. Luz Arce, una exmilitante de izquierda que se transformó en colaboradoras de la DINA, declaró que recordaba a Claudio Thauby, a quien denominaban "El Gato", por haber sido compañero de su hermano y de Fernando Laureani en la Escuela Militar. Testimonio que el afectado fue muy torturado, por cuanto se le consideraba traidor a las Fuerzas Armadas y al Ejército, por sus ideas socialistas. Luz Arce lo vio y supo que estaba siendo interrogado por Miguel Krassnoff Martchenko en Villa Grimaldi. Fernando Laureani le dijo que "iba a aprender como morían los traidores”.

## Proceso judicial en dictadura
El 9 de enero de 1975 se presentó un recurso de amparo por Claudio Thauby ante la Corte de Apelaciones de Santiago, rol 41-75. Su hermana María Cecilia Thauby informó a la Corte que a través de fuentes de la Cruz Roja Internacional había sabido de la permanencia del afectado en un recinto de detención ubicado en Peñalolén (Villa Grimaldi). El recurso de amparo fue rechazado el 10 de julio de 1975. El 8° Juzgado del Crimen de Santiago se instruyó la causa rol 12334. El 14 de marzo de 1977, se cerró el sumario y sobreseyó temporalmente la causa por no encontrarse completamente justificada la existencia de un delito. El 27 de octubre del mismo año, la Corte de Apelaciones aprobó la resolución consultada.

## Informe Rettig
Familiares de Claudio Thauby presentaron su caso ante la Comisión Rettig, Comisión de Verdad que tuvo la misión de calificar casos de detenidos desaparecidos y ejecutados durante la dictadura. Sobre el caso de Claudio Thauby, el Informe Rettig señaló que:

“El 31 de diciembre de 1974, fueron detenidos en la vía pública, en Santiago, por un grupo de agentes de la DINA, Claudio Francisco THAUBY PACHECO, de 24 años de edad y estudiante de la Universidad de Chile, quien al parecer era miembro del Comité Central del Partido Socialista, y Jaime Eugenio ROBOTHAM BRAVO, de 23 años, estudiante de Sociología, militante del PS.  Se ha comprobado que ambos fueron llevados a Villa Grimaldi, desde donde se pierden sus rastros, a mediados de enero de 1975. 

La Comisión llegó a la convicción de que Claudio Thauby y Jaime Robotham desaparecieron por obra de agentes de la DINA, en violación de sus derechos humanos”.

## Proceso judicial en democracia
El caso de Claudio Thauby y Jaime Robotham fue investigado por ministro de la Corte de Apelaciones de Santiago, Alejandro Solís. El 23 de diciembre del 2008 el magistrado dictó sentencia de primera instancia. Por lo que luego de su investigación condenó por el delito de secuestros calificados de Jaime Robotham Bravo y Claudio Thauby Pacheco, en calidad de autores del delito a siete exagentes de la DINA: 
- Manuel Contreras Sepúlveda: 15 años de prisión.
- Fernando Lauriani Maturana: 15 años de prisión.
- Pedro Espinoza Bravo: 10 años y un día de prisión.
- Marcelo Moren Brito: 10 años y un día de prisión.
- Rolf Wenderoth Pozo: 10 años y un día de prisión.
- Miguel Krassnoff Martchentko: 10 años y un día de prisión.
- Daniel Cancino Varas: 5 años y un día de prisión.[3]

En la etapa de investigación, el magistrado logró establecer la siguiente secuencia de hechos: 

“En estas circunstancias, Claudio Francisco Thauby Pacheco, 24 años, soltero, un hijo, estudiante de Sociología en la Universidad de Chile, miembro del Comité Central del Partido Socialista, y Jaime Eugenio Robotham Bravo, 23 años, soltero, ex estudiante de Sociología en la Universidad de Chile, militante del Partido Socialista, fueron detenidos, sin orden judicial o administrativa alguna,  por miembros de la Dirección de Inteligencia Nacional. En efecto, el día 31 de Diciembre de 1974, en horas de la tarde, cuando caminaban juntos, desde la casa del primero de los nombrados hacia un paradero de locomoción colectiva y en las intersecciones de calles Faustino Sarmiento con Sucre de la comuna de Ñuñoa, fueron interceptados por un grupo de individuos vestidos de civil, fuertemente armados, comandados por Fernando Lauriani Maturana, quienes se movilizaban en varios vehículos, entre ellos un automóvil Fiat, color plomo. Jaime Robotham intentó huir recibiendo un culatazo en la cabeza, hiriéndolo y  fueron trasladados hasta “Villa Grimaldi””.

La Corte de Apelaciones de Santiago el 1 de junio de 2017 confirmó las condenas a siete exmiembros de la Dirección de Inteligencia Nacional (DINA) por los secuestros calificados de Jaime Robotham y Claudio Thauby. Por lo que los exagentes DINA fueron condenados a las siguientes penas:
- Manuel Contreras Sepúlveda: 15 años de prisión. Sin beneficios.
- Fernando Lauriani Maturana: 15 años de prisión. Sin beneficios.
- Pedro Espinoza Bravo: 10 años y un día de prisión. Sin beneficios.
- Marcelo Moren Brito: 10 años y un día de prisión. Sin beneficios
- Rolf Wenderoth Pozo: 10 años y un día de prisión. Sin beneficios.
- Miguel Krassnoff Martchentko: 10 años y un día de prisión. Sin beneficios.
- Daniel Cancino Varas: 5 años y un día. Sin beneficios.[5]

En sentencia definitiva el 21 de junio de 2011 la Sala Penal de la Corte Suprema en fallo dividido los ministros: Jaime Rodríguez, Rubén Ballesteros, Hugo Dolmestch, Carlos Künsemüller y el abogado integrante Domingo Hernández  rebajaron la sanción penal dictada, en primera instancia, por el ministro Alejandro Solís. El magistrado había determinado condenas de 15 años de prisión, sin beneficios, para los exagentes de la Dirección de Inteligencia Nacional (DINA) Manuel Contreras Sepúlveda y Fernando Lauriani Maturana; de 10 años y un día de prisión, sin beneficios, para Espinoza Bravo, Wenderoth Pozo, Moren Brito y Krasnoff Martchenko; y de  5 años y un día de prisión, sin beneficios, para Cancino Varas.  Penas que fueron ratificadas en su integridad por la Corte de Apelaciones de Santiago.
La Corte Suprema además de rebajar las penas, se otorgaron beneficios penitenciarios, por lo que en definitiva se condenó a las siguientes penas:
- Manuel Contreras Sepúlveda: 5 años de prisión. Se concedió el beneficio de la libertad vigilada.
- Marcelo Moren Brito: 5 años de prisión. Se concedió el beneficio de la libertad vigilada.
- Pedro Espinoza Bravo: 5 años de prisión. Se concedió el beneficio de la libertad vigilada.
- Rolf Wenderoth Pozo: 5 años de prisión. Se concedió el beneficio de la libertad vigilada.
- Fernando Lauriani Maturana: 5 años de prisión. Se concedió el beneficio de la libertad vigilada.
- Miguel Krassnoff Martchenko: 5 años de prisión. Se concedió el beneficio de la libertad vigilada.
- Daniel Cancino Varas: 5 años de prisión. Se concedió el beneficio de la libertad vigilada.

Los ministros Ballesteros, Rodríguez, Dolmestch y el abogado integrante Hernández fueron partidarios de acoger la figura de la “media prescripción”, atendido el tiempo transcurrido de los hechos. Criterio al que se opuso el ministro Künsemüller.

## Una historia necesaria
Una historia necesaria es una serie chilena estrenada el 11 de septiembre de 2017 en Canal 13 Cable. En 16 episodios se relata, en testimonios de familiares, amigos o testigos, 16 casos sobre detenidos desaparecidos y las violaciones de los derechos humanos a los que fueron sometidos durante la dictadura de Augusto Pinochet. En uno de los capítulos de la serie se relata la detención de los compañeros de la universidad y militantes socialistas: Claudio Thauby y Jaime Robotham.